# Christopher Knudsen
Christopher Knudsen, född den 4 oktober 1843 i Drammen, död där den 28 juli 1915, var en norsk präst och politiker. 
Knudsen avlade 1867 teologisk examen och utövade 1867-1905 prästerlig verksamhet som kateket i Mandal, kyrkoherde i Nedre Eiker, residerande kaplan i Bragernes och kyrkoherde i Tønsberg; 1876-79 var han därjämte sekreterare i Stavangers missionssällskap. Han var (konservativ) ledamot av stortinget 1895-1900 (för Drammen) och 1900-03 (för Tønsberg). År 1905 blev han statsråd och chef för ecklesiastikdepartementet i Michelsens ministär, men trädde redan i januari 1906 tillbaka, då han inte ville gå in på att besätta de teologiska lärostolarna vid universitetet med män av den nyare kritiska riktningen. I överensstämmelse med Knudsens mening upprättades därefter ett särskilt prästseminarium utanför universitetet ("Menighetsfakultetet"), och de härtill erforderliga medlen skaffades genom enskild insamling. Sommaren 1906 blev Knudsen kyrkoherde i sin födelsestad; vid flera biskopsval fick han ett betydande antal röster. Knudsen var en glänsande talare och utvecklat omfattande litterär verksamhet. Hans broschyr Spredte minder fra 1905 väckte uppmärksamhet inte minst genom sin dristiga rättframhet, som vållade misshag bland diplomaterna och de gamla unionsvännerna.